# George Miller (polityk ur. 1945)
George Miller III (ur. 17 maja 1945 w Richmond) – amerykański polityk, członek Partii Demokratycznej.

## Działalność polityczna
W okresie od 3 stycznia 1975 do 3 stycznia 2013 przez dziewiętnaście kadencji był przedstawicielem 7. okręgu, a od 3 stycznia 2013 do 3 stycznia 2015 przez jedną kadencję przedstawicielem 11. okręgu wyborczego w stanie Kalifornia w Izbie Reprezentantów Stanów Zjednoczonych.